# Gare de Marsac (Creuse)
Gare de Marsac vasútállomás Franciaországban, Marsac településen.

## Vasútvonalak
Az állomást az alábbi vasútvonalak érintik:
- Montluçon-Saint-Sulpice-Laurière-vasútvonal

## Kapcsolódó állomások
A vasútállomáshoz az alábbi állomások vannak a legközelebb:
- Gare de Saint-Sulpice-Laurière
- Gare de Vieilleville